# 輪投げ
輪投げ（わなげ）は、輪（もしくは蹄鉄）を特定の目標（台に立てた棒など）に投げ入れる遊び。スポーツ競技として明確なルールのもとに行われる輪投げもある。

## スポーツ競技

### 投輪
投輪（とうりん）は、大正の頃に神戸港に入港する船上で行われたのを始まりとしたスポーツ。
8.5メートル手前から、9本のゴム製の輪を投輪専用の台に向かって投げる。投輪専用の台には、ピンが9本あり、ピンには1から9までの数字がつけられている。輪の重さは180グラム。
競技は、投げ込み・シングル・ダブルの3種類。「投げ込み」は輪が入ったピンの数字の合計が得点となる。「シングル」はピンの数字の合計が得点となるが、一つのピンに2本の輪が入ってしまうと失格となる。そのため9本全部を投げずに、途中でやめることもできる。「ダブル」は輪が2本入ったピンの数字のみを合計して得点とする。こちらは、一つのピンに3本の輪が入ってしまうと失格となる。そのため、シングル同様に途中でやめることもできる。
神戸市を中心に競技が行われている。神戸投輪連盟と神戸市スポーツ教育協会による大会が、王子スポーツセンターで年数回開催されており、毎年6月辺りに知事杯、10月辺りに市長杯が開催されている。

### クロリティー
クロリティー（qulority）は、1988年に現：愛知東邦大学人間学部教授の石川幸生が考案したニュースポーツ。
5、7、9メートル手前から、10本のゴム製の輪をクロリティー専用の台に向かって投げる。台には25本のピンがあり、台の大きさは75センチ四方の正方形で、傾斜角度は30度である。台は4色に色分けされており、中心に近いほど高得点になる。また、輪が台に乗れば、ピンに入らなくても、輪のある場所の色によって得点となる。輪の重さは150から200グラム。
競技はシングル・ダブルス・ミックスダブルスの3種類がある。

### 蹄鉄投げ
蹄鉄投げは世界各地に遊びとして存在するが、ここでは競技人口も多くルールも明確なホースシューズについて説明する。
1921年に全米ホースシューズ協会が設立。アメリカでの競技人口は約3000万人と言われ、野球やバスケットなどに引けをとらないほどのメジャースポーツになっている。1991年に日本ホースシューズ協会が設立されている。
地上に50センチ出した鉄の杭（ステーク）に17歳以上の男子は12メートルそれ以外は、8メートル離れた所から蹄鉄（ホースシュー）を投げる。杭の15cm以内にはいれば1点、杭に蹄鉄が入れば3点で、それ以外は無得点である。2投ずつ交互で投げ二人でその点数の合計を競い合う。決められた点数に早く到達した方が勝ちというポイント制と回数を決めてその合計点で勝敗を決めるイニング制がある。

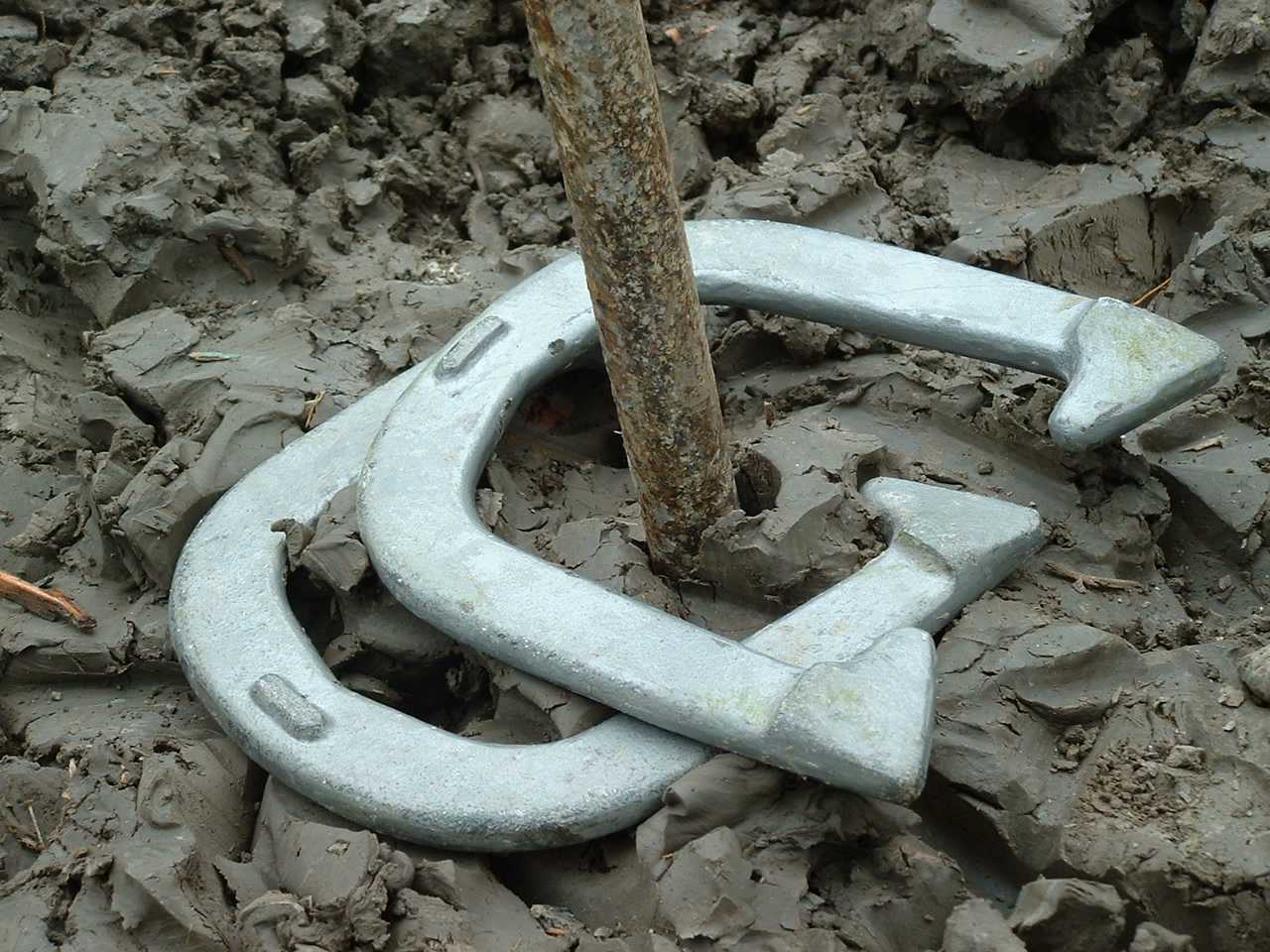
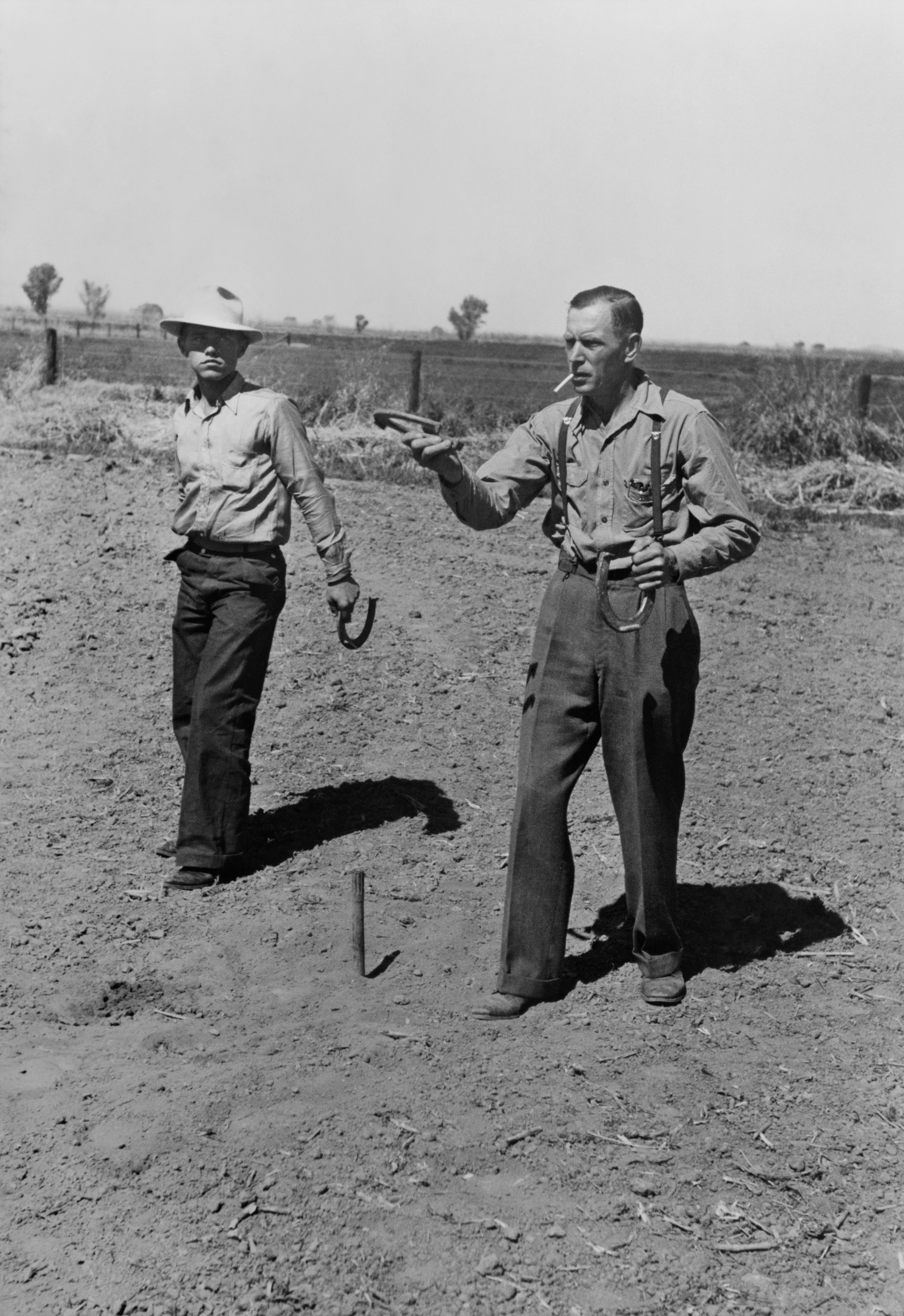
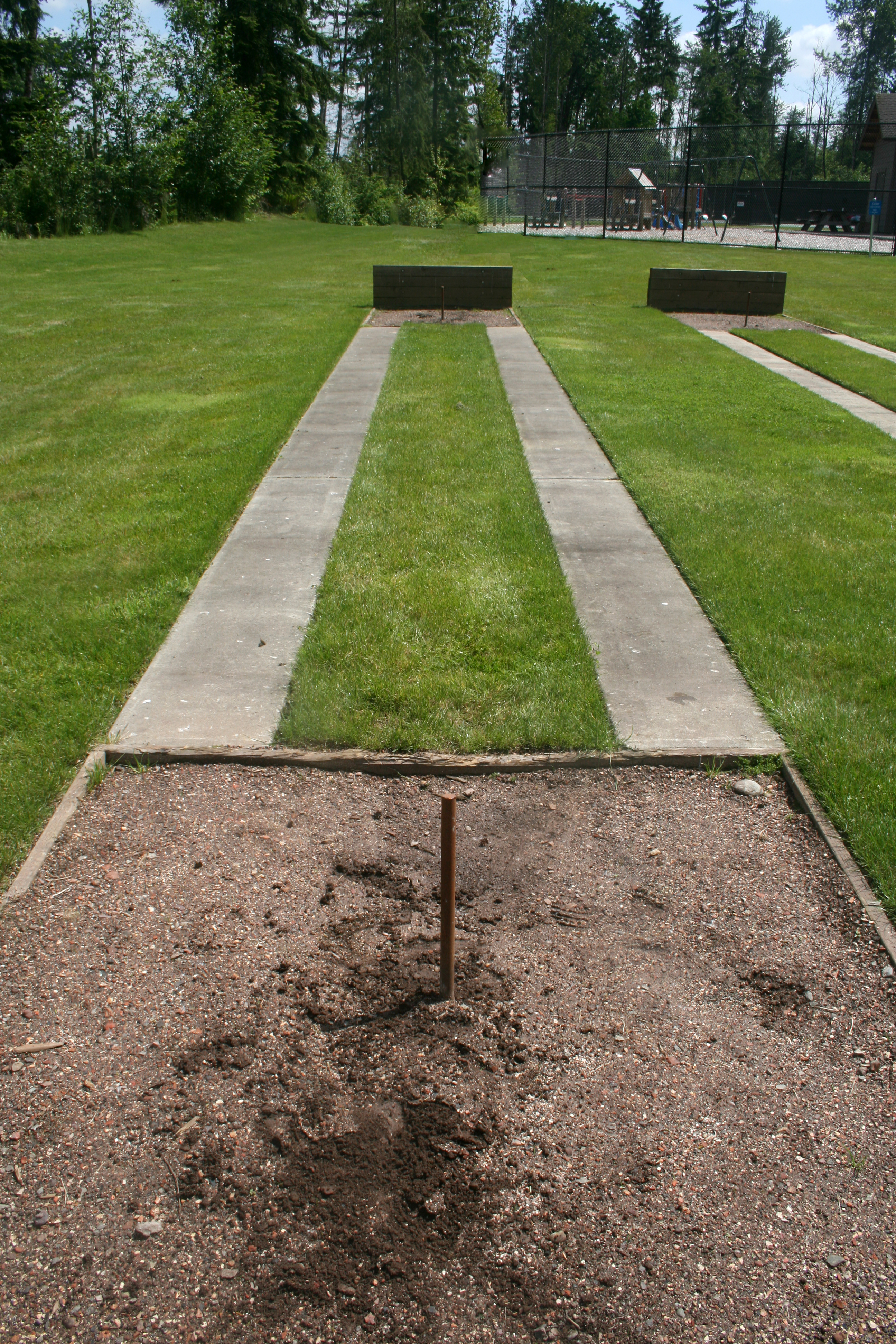
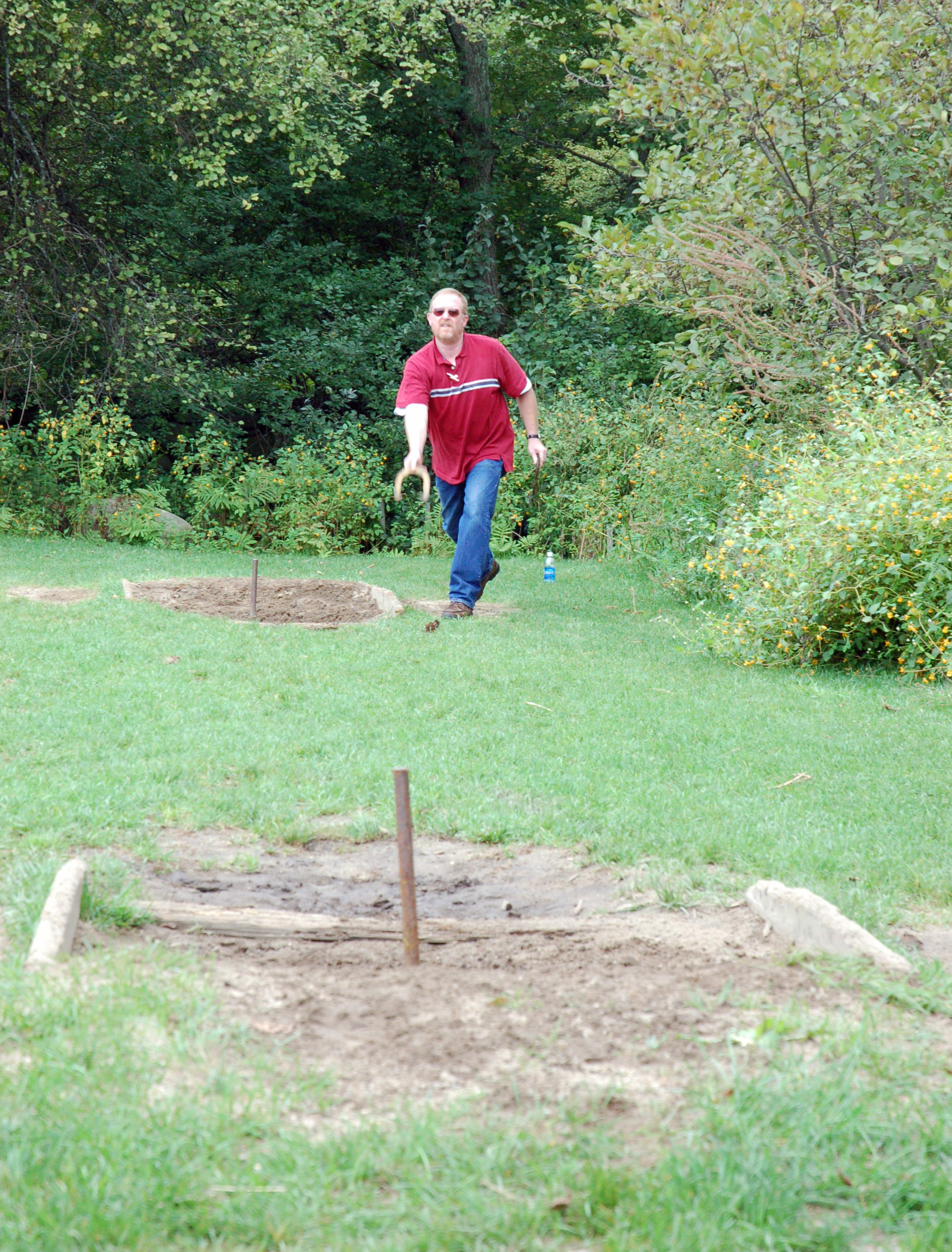